# 樊金
樊金（1441年—？），字公礪，江西南昌府進賢縣人，民籍。明朝政治人物。同進士出身。

## 生平
戊子科江西鄉試第二十三名。成化八年（1472年）壬辰科會試第一百六十九名，殿試登進士第三甲第一百一十八名。授禮部主事，升員外郎、郎中。歷順慶府知府。官至山東運使。

## 家族
曾祖父樊用巽。祖父樊伯倫。父亲樊仕貫。